# Арсинда (графиня Каркассона)
Арси́нда (Арсе́нда; фр. Arsinde, Arsende; умерла около 959) — графиня Каркассона и Разеса (934 — около 959), последняя представительница рода Беллонидов.

## Биография
Происхождение Арсинды является темой долгой дискуссии среди историков, так как ни в одном из дошедших до нашего времени раннесредневековых исторических источников не указано, кто был её отцом. Многие из исследователей считают Арсинду единственной дочерью и наследницей графа Акфреда II, через свой брак с Арно I принёсшей Каркассон и Разес в Комменжский дом. Однако некоторые историки указывают на хронологические и генеалогические трудности, порождаемые этим предположением. В качестве альтернативы они рассматривают возможности того, что отцом Арсинды мог быть герцог Аквитании Акфред или что она могла принадлежать к роду тулузских Раймундидов (например, быть сестрой графа Руэрга Раймунда II).
О правлении графини Арсинды известно очень мало. Вероятно, после кончины Акфреда II в 934 году она унаследовала Каркассонское и Разеское графства, которыми правила единолично до своей смерти. Однако это мнение основано только на предположении историков, а не на современных Арсинде документах, в которых о правителях Каркассона и Разеса не упоминается вплоть до 950-х годов. Отсутствие достаточного числа исторических источников также не позволяет точно установить, участвовал ли в управлении этими землями и Арно I, возможно, женившийся на Арсинде в 925/935 годах.
Имя Арсинды названо в нескольких дарственных хартиях, в которых она передавала каркассонским аббатствам некоторые из принадлежавших ей владений. Первый из этих актов датирован апрелем 944 года, последний — 29 сентября 957 года. В документе, изданном около 959 года сыновьями Арсинды Эдом и Роже I, говорится об исполнении ими условий завещания их матери, к этому времени уже скончавшейся.
После смерти Арсинды владения Беллонидов были разделены между её старшими сыновьями: Роже I получил графство Каркассон, Эд — графство Разес.